# Roc de Combe
Ne doit pas être confondu avec Rocs de la Combe.
La grotte de Roc de Combe est un site préhistorique sur la commune de Payrignac, dans le Lot.
Roc-de-Combe a été la seule « preuve », maintenant réfutée, de la coexistence du Châtelperronien et de l'Aurignacien.

## Localisation
La grotte se trouve à environ 10 km au nord-ouest de Gourdon et 1,6 km à vol d'oiseau au nord de Payrignac, sur la route menant de la D704 au petit village de Roquedeval,.
Elle est à une dizaine de kilomètres au sud-est des Grottes du Pech-de-l'Azé sur Carsac-Aillac, en Dordogne ; les deux sites sont souvent considérés similairement.
Du point de vue géologique, elle est sur la bordure Est du bassin aquitain, entre les formations du Crétacé supérieur du Périgord et les plateaux jurassiques du Quercy,.

## Historique des fouilles
Jean Labrot découvre la grotte en 1950, achète le terrain et fait un sondage en 1959. Il y découvre des séquences couvrant une large éventail de faciès culturels, allant du Moustérien au Gravettien.
F. Bordes et J. Labrot fouillent le site en 1966 et 1967. Malgré un certain manque de rigueur (évaluation subjective des dimensions, emplacements de la plus grande partie des vestiges simplement notés par couche et par mètre carré, pas de tamisage du Moustérien), les fouilles permettent de coordonner plus de 4 000 objets lithiques et éléments de faune pour les niveaux moustériens.
J.-Ph. Rigaud fait une réévaluation de la séquence en l'an 2000, et J.-G. Bordes en 2002.
Les collections de référence sont conservées au Musée National de Préhistoire des Eyzies-de-Tayac.

## Pas de coexistence Châtelperronien-Aurignacien
Roc-de-Combe était le seul site sur lequel François Bordes s'appuyait pour soutenir l'hypothèse d'une évolution parallèle voire conjointe du Châtelperronien et de l'Aurignacien.

D'après F. Bordes, la séquence stratigraphique comportait en partant de la base du Moustérien, du Châtelperronien, de l'Aurignacien puis à nouveau du Châtelperronien et de l'Aurignacien, et enfin du Gravettien. Pendant longtemps, la stratigraphie du site a été considérée comme une preuve de la contemporanéité du Châtelperronien et de l'Aurignacien, avec ce que cela implique sachant que le premier faciès est attribué à l'Homme de Néandertal et le second aux Humains anatomiquement modernes.
Toutefois, les études récentes ont montré que les interstratifications supposées résultaient de remaniements post-dépositionnels ou de problèmes de lecture de la stratigraphie. Rien ne permet de dire à l'heure actuelle que les Néandertaliens et les hommes modernes se sont côtoyés ou fréquentés directement.